# Пинеда, Пабло
Пабло Пинеда (исп. Pablo Pineda; род. 1974, Малага) — испанский актёр. В 2009 году получил «Серебряную раковину» кинофестиваля в Сан-Себастьяне за лучшую мужскую роль в фильме «Я тоже» — роль университетского преподавателя с синдромом Дауна.
Пабло живёт в Малаге и работает на муниципалитет. У него есть диплом преподавателя, бакалавра искусств и диплом в области педагогической психологии. Он первый в Европе человек с синдромом Дауна, получивший университетское образование. В будущем он хочет продолжать заниматься преподаванием, а не сниматься в кино. Когда он вернулся в Малагу из Сан-Себастьяна, мэр города Франсиско де ла Торре вручил ему награду «Щит города» от имени городского совета.
Пабло — второй актёр с синдромом Дауна, получивший международную кинонаграду (первым был Паскаль Дюкуэнн, разделивший приз за лучшую мужскую роль в 1996 году в Каннах).